# Dicladispa cyannipennis
Dicladispa cyannipennis là một loài bọ cánh cứng trong họ Chrysomelidae. Loài này được Motschulsky miêu tả khoa học năm 1861.